# Caerwys
Caerwys er en by community i Flintshire, Wales. Den ligger knap 3 km fra A55 North Wales Expressway og 1,5 km fra A541 Mold-Denbigh vejen. I 2001 havde Caerwys community et indbyggertal på 1.315, mens valgkredsen havde 2.496. Efter en omstrukturering af communitiets grænser var indbyggertallet faldet til 1.283 mens valgkredsen var steget til 2.569. Communitiet inkluderer Afonwen.
Byen nævnes i Domesday Book som en lille købstad.